# 早稲田大学混声合唱団
早稲田大学混声合唱団（わせだだいがくこんせいがっしょうだん、Waseda University Mixed Chorus）とは、早稲田大学の学生で構成される混声合唱団。通称「早混（そうこん）」。東京六大学混声合唱連盟、八声会に加盟。

## 概要
指揮者の八尋和美の指導のもと、J・S・バッハやメンデルスゾーンなどの宗教音楽を中心として、4つの演奏会（東京六大学混声合唱連盟定期演奏会、同志社学生混声合唱団C.C.D ・早稲田大学混声合唱団交歓演奏会、八声会交歓演奏会、定期演奏会）を軸に活動を行う。同志社学生混声合唱団C.C.Dとの親交が深く、1年ごとに東京と京都を持ち回りで交歓演奏会を行っている。

## 歴史
- 1948年 - 旧学制下末期の高等師範部社会教育科の科目「音楽」（担当講師：梁田貞）を受講していた学生有志により、高等師範部混声合唱団が結成。
- 1949年 - 学制改革により高等師範部が廃止される。新設の教育学部には音楽の授業が設けられなかったので、学生たち自らが「早稲田大学混声合唱団」として発足させる。部室や備品などは教育学部の支援を受けたため、名目上は「教育学部音楽研究会」としてスタートするも、活動は当初から全学を対象とする合唱サークルだった。
- 1956年 - 第1回定期演奏会。
- 1957年 - 第1回フロイデハルモニー演奏会。
- 1959年 - 東京六大学混声合唱連盟結成第1回演奏会。第1回早稲田大学混声合唱団・同志社学生混声合唱団交歓演奏会。全日本合唱コンクール東京大会にて総合優勝。
- 1960年 - 全日本合唱コンクール東京大会にて2年連続総合優勝。
- 1977年 - 第22回定期演奏会にて、J・S・バッハ ミサ曲 ロ短調 演奏。
- 1978年 - 第23回定期演奏会にて、三善晃「クレーの絵本・第1集」委嘱初演。
- 1985年 - 第30回定期演奏会にて、メンデルスゾーン エリヤ 演奏。
- 1995年 - フロイデハルモニー最終演奏会。
- 1996年 - 第41回定期演奏会にて、高嶋みどり「誰かが時を…」委嘱初演。
- 1998年 - OB・OG組織として早混稲門会発足。
- 1998年 - 第43回定期演奏会にて、ヘンデル メサイア 演奏。
- 2006年 - 八声会第1回交歓演奏会。
- 2011年 - 第56回定期演奏会にて、森山至貴「沈黙のありか」委嘱初演。
- 2012年 - 第57回定期演奏会にて、ハイドン 四季 演奏。
- 2016年 - 第60回定期演奏会にて、ベートーヴェン 荘厳ミサ曲 演奏。
- 2016年 - 早稲田大学文化交流事業として岐阜県八百津町での公演・中学校訪問を開始。
- 2016年 - 第61回定期演奏会にて、ブラームス ドイツ・レクイエム 演奏。
- 2017年 - 早稲田大学フィルハーモニー管絃楽団とベートーヴェン 交響曲第9番を演奏。
- 2017年 - 第62回定期演奏会にて、メンデルスゾーン エリヤ 演奏。
- 2018年 - 大隈講堂にて早稲田大学混声合唱団創立70周年・早混稲門会創設20周年記念演奏会を開催。第63回定期演奏会にて、ドヴォルザーク スターバト・マーテル演奏。
- 2019年 - 第64回定期演奏会にて、アルヴォ・ペルト テ・デウム演奏。

## 指導者
- 八尋和美（専任指揮者）
- 八尋史（ボイストレーナー）
- 齋藤佳奈子（ボイストレーナー）
- 志村一茂（ボイストレーナー）
- 山田茂（ボイストレーナー）

## 主なディスコグラフィー
- 柴田南雄の音楽（ビクター音楽産業） - LP。東京混声合唱団などとともに「トリプレキシイ」を演奏。
- N響伝説のライヴ！（キングレコード） - CD。二期会合唱団とともに、ワーグナーのオペラの合唱を担当。

## 委嘱・初演作品

### 委嘱初演
- 三善晃 - クレーの絵本・第1集（1978年）
- 高嶋みどり - 誰かが時を…（1996年）
- 森山至貴 - 沈黙のありか（2011年）

### 日本初演
- メンデルスゾーン - Hora est（1986年）
- ペルト - Te Deum（1994年）
- メンデルスゾーン - Kyrie c-moll（1995年）
- 佐藤賢太郎 - How Do I Love You?／Love in Bloom（2006年）

### 六連合同演奏における初演
- 山田和男 - 「歌えわれら」 委嘱初演（1963年）
- オルフ - 「哀悼歌と酒宴歌」 日本初演（1964年）
- 柴田南雄 - 「宇宙について」 委嘱初演（1979年）、委嘱再演（1984年、1996年）
- ストラヴィンスキー - バレエ音楽「結婚」 日本アマチュア初演（1980年）
- 平吉毅州 - 「薄明の時から」 委嘱初演（1981年）
- 柴田南雄 - 「人間と死」 委嘱初演（1985年）
- 新実徳英 - 「祈りの虹」 混声二重合唱版編曲初演（1986年）
- 萩原英彦 - 二群の混声合唱と管弦楽のための「PSAUME CIV（詩篇104）」-我が霊魂よヤーヴェを讃めまつれ- 委嘱初演（1988年）
- 池辺晋一郎 - 混声合唱組曲「宛名のない手紙」 委嘱初演（1993年）
- 名田綾子 - 混声合唱とピアノ連弾のための「手から、手へ」 委嘱初演（2017年）